# Pocky (Mobiltelefon)
Das Mobiltelefon Pocky C450-31 gab es ab 1989 für das C-Netz von der Deutschen Bundespost. Es wurde von Standard Elektrik Lorenz in Stuttgart hergestellt.
Es wurde 1988 auf der CeBIT, in Anlehnung an den damaligen britischen Marktführer, als „Handheld-Technophon“ vorgestellt. Als Komfortleistungen hatte es 98 alphanumerische Speicherplätze für Rufnummern, Kurzwahl, Wahlwiederholung, automatische Radiostummschaltung, Display und Gebührenanzeige. Obligatorisch waren Ladekabel und Freisprecheinrichtung mit Halterung für das Auto. Das Pocky hatte eine Betriebsbereitschaft von acht Stunden und eine Sprechzeit von 30 Minuten.